# Gunung Lan Meu Ayun
Gunung Lan Meu Ayun är en kulle i Indonesien.   Den ligger i provinsen Aceh, i den västra delen av landet, 1 700 km nordväst om huvudstaden Jakarta. Toppen på Gunung Lan Meu Ayun är 198 meter över havet, eller 55 meter över den omgivande terrängen. Bredden vid basen är 1,1 km.
Terrängen runt Gunung Lan Meu Ayun är kuperad åt sydost, men åt nordväst är den platt.Runt Gunung Lan Meu Ayun är det ganska glesbefolkat, med 43 invånare per kvadratkilometer. I omgivningarna runt Gunung Lan Meu Ayun växer i huvudsak städsegrön lövskog.